# 利斯 (埃松省)
利斯（法語：Lisses，法語發音：[lis] ⓘ）是法国法兰西岛大区埃松省的一个市镇，位于该省东北部，属于埃夫里区。

## 地理
利斯（48°35'52"N, 2°25'35"E）面积10.4 平方千米，位于法国法蘭西島大區埃松省，该省份为法国北部内陆省份，北起上塞纳省和马恩河谷省，西接厄尔-卢瓦省和伊夫林省，南至卢瓦雷省，东临塞纳-马恩省。
与利斯接壤的市镇（或旧市镇、城区）包括：维拉贝、邦杜夫勒、科尔贝伊-埃松、埃沙尔孔、梅讷西、大韦尔、埃夫里-库尔库罗讷。

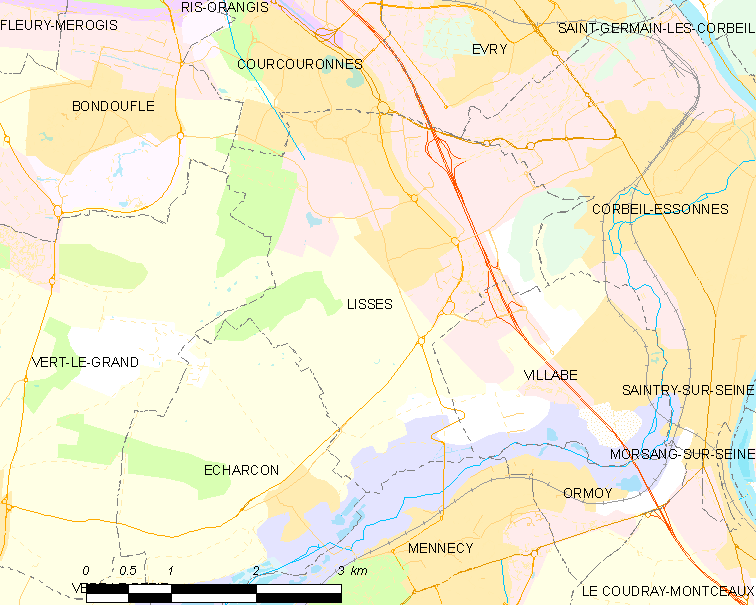
的OSM定位图

利斯的时区为UTC+01:00、UTC+02:00（夏令时）。

## 行政
利斯的邮政编码为91090，INSEE市镇编码为91340。

## 政治
利斯所属的省级选区为科尔贝伊-埃松县。

## 人口

1962-2008年间人口变化图示

利斯于2022年1月1日时的人口数量为7295人。